# 24 uur van Le Mans 1978

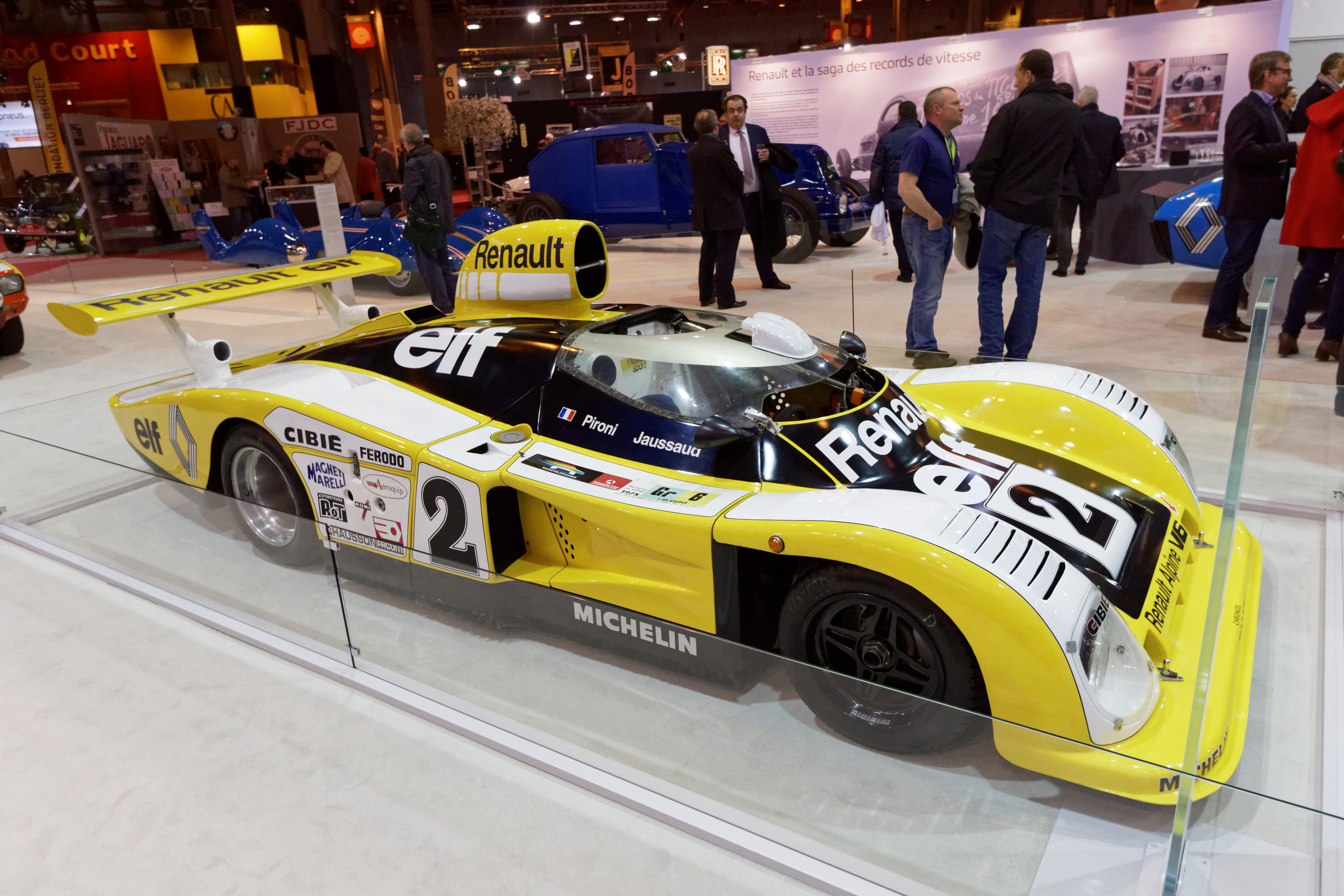
De winnende auto: de Renault Alpine A442B #2.

De 24 uur van Le Mans 1978 was de 46e editie van deze endurancerace. De race werd verreden op 10 en 11 juni 1978 op het Circuit de la Sarthe nabij Le Mans, Frankrijk.
De race werd gewonnen door de Renault Sport #2 van Didier Pironi en Jean-Pierre Jaussaud. Zij behaalden allebei hun eerste Le Mans-zege. De IMSA GT-klasse werd gewonnen door de Dick Barbour Racing #90 van Dick Barbour, Brian Redman en John Paul sr. De Gr.5 SP-klasse werd gewonnen door de Porsche Kremer Racing #44 van Jim Busby, Chris Cord en Rick Knoop. De GTP-klasse werd gewonnen door de Jean Rondeau #72 van Jean Rondeau, Bernard Darniche en Jacky Haran. De Gr.6 S 2.0-klasse werd gewonnen door de Société Racing Organisation Course La Pierre du Nord #31 van Michel Pignard, Lucien Roussiaud en Laurent Ferrier. De Gr.4 GT-klasse werd gewonnen door de Anne-Charlotte Verney #66 van Anne-Charlotte Verney, Xavier Lapeyre en François Servanin.

## Race
Winnaars in hun klasse zijn vetgedrukt. Auto's die minder dan 70% van de afstand van de winnaar (258 ronden) hadden afgelegd werden niet geklasseerd. De #12 Simon Phillips Racing en de #33 Cloud Engineering werden gediskwalificeerd omdat zij te veel achterstand hadden opgelopen.
| Pos. | Klasse     | No. | Team                                                     | Coureurs                                                      | Chassis                 | Motor                             | Banden | Ronden |
| ---- | ---------- | --- | -------------------------------------------------------- | ------------------------------------------------------------- | ----------------------- | --------------------------------- | ------ | ------ |
| 1    | Gr.6 S 3.0 | 2   | Renault Sport                                            | Didier Pironi Jean-Pierre Jaussaud                            | Renault Alpine A442B    | Renault 2.0L V6 twin-turbo        | M      | 369    |
| 2    | Gr.6 S 3.0 | 6   | Martini Racing Porsche System                            | Jürgen Barth Bob Wollek Jacky Ickx                            | Porsche 936-78          | Porsche 935/73 2.1L F6 twin-turbo | D      | 364    |
| 3    | Gr.6 S 3.0 | 7   | Martini Racing Porsche System                            | Hurley Haywood Peter Gregg Reinhold Joest                     | Porsche 936-77          | Porsche 911/78 2.1L F6 turbo      | D      | 362    |
| 4    | Gr.6 S 3.0 | 4   | Renault Sport/Écurie Calberson                           | Guy Fréquelin Jean Ragnotti José Dolhem Jean-Pierre Jabouille | Renault-Alpine A442A    | Renault 2.0L V6 twin-turbo        | M      | 358    |
| 5    | IMSA GT    | 90  | Dick Barbour Racing                                      | Dick Barbour Brian Redman John Paul sr.                       | Porsche 935-77          | Porsche 930/78 3.0L F6 turbo      | G      | 337    |
| 6    | Gr.5 SP    | 44  | Porsche Kremer Racing                                    | Jim Busby Chris Cord Rick Knoop                               | Porsche 935-77          | Porsche 930/72 3.0L F6 turbo      | G      | 336    |
| 7    | Gr.5 SP    | 41  | ASA Cachia Team Pace                                     | Alfredo Guaraná Paulo Gomes Mário Amaral                      | Porsche 935-77          | Porsche 3.0L F6 turbo             | D      | 329    |
| 8    | Gr.5 SP    | 43  | Martini Racing Porsche System                            | Rolf Stommelen Manfred Schurti                                | Porsche 935-78          | Porsche 935/79 3.2L F6 twin-turbo | D      | 326    |
| 9    | GTP        | 72  | Jean Rondeau                                             | Jean Rondeau Bernard Darniche Jacky Haran                     | Rondeau M378            | Cosworth DFV 3.0L V8              | G      | 294    |
| 10   | Gr.6 S 3.0 | 10  | Grand Touring Cars Inc                                   | Vern Schuppan Jacques Laffite Sam Posey                       | Mirage M9               | Renault 2.0L V6 turbo             | G      | 293    |
| 11   | Gr.6 S 2.0 | 31  | Société Racing Organisation Course La Pierre du Nord     | Michel Pignard Lucien Roussiaud Laurent Ferrier               | Chevron B36             | Simca-ROC 2.0L S4                 | G      | 284    |
| 12   | Gr.4 GT    | 66  | Anne-Charlotte Verney/BP Racing                          | Anne-Charlotte Verney Xavier Lapeyre François Servanin        | Porsche 911 Carrera RSR | Porsche 3.0L F6                   | M      | 279    |
| 13   | GTP        | 71  | André Chevalley Racing                                   | André Chevalley François Trisconi                             | Inaltéra LM77           | Cosworth DFV 3.0L V8              | G      | 279    |
| 14   | IMSA GTX   | 97  | Charles Ivey Racing                                      | Larry Perkins Gordon Spice John Rulon-Miller                  | Porsche 911 Carrera RS  | Porsche 3.0L F6                   | G      | 278    |
| 15   | Gr.6 S 3.0 | 8   | Alain de Cadenet                                         | Alain de Cadenet Chris Craft                                  | De Cadenet LM78         | Cosworth DFV 3.0L V8              | G      | 273    |
| 16   | IMSA GTX   | 86  | Écurie Grand Competition Cars North American Racing Team | François Migault Lucien Guitteny                              | Ferrari 365 GT/4 BB     | Ferrari 4.9L F12                  | G      | 262    |
| 17   | Gr.4 GT    | 62  | "Ségolen"                                                | André Gahinet Christian Bussi Jean-Claude Briavoine           | Porsche 934             | Porsche 3.0L F6 turbo             | M      | 259    |
| NC   | Gr.6 S 2.0 | 23  | P. Sauber AG/Francy Racing                               | Marc Surer Eugen Strähl Harry Blumer                          | Sauber C5               | BMW-Mader 2.0L S4                 | P      | 257    |
| NC   | Gr.6 S 2.0 | 20  | Cheetah Racing Cars                                      | Sandro Plastina Mario Luini Jean-Daniel Grandjean             | Cheetah G-601           | Cosworth BDG 2.0L S4              | G      | 250    |
| NC   | Gr.4 GT    | 64  | Georges Bourdillat                                       | Georges Bourdillat Alain-Michel Bernhard Jean-Luc Favresse    | Porsche 911 Carrera RSR | Porsche 3.0L F6                   | M      | 241    |
| NC   | Gr.6 S 2.0 | 25  | Team Pronuptia                                           | Bruno Sotty Gérard Cuynet Jean-Claude Dufrey                  | Lola T294/296           | Cosworth FVC 1.9L S4              | G      | 238    |
| NC   | Gr.6 S 2.0 | 24  | Team Pronuptia                                           | Michel Elkoubi Pierre Yver Philippe Streiff                   | Lola T296               | Cosworth FVC 1.9L S4              | G      | 232    |
| NC   | Gr.6 S 2.0 | 28  | Dominique Lacaud                                         | Dominique Lacaud Michel Lateste Jean-François Auboiron        | Lola T297               | BMW 2.0L S4                       | G      | 217    |
| NC   | Gr.5 SP    | 45  | Porsche Kremer Racing                                    | Louis Krages Dieter Schornstein Philippe Gurdjian             | Porsche 935-77          | Porsche 3.0L F6 turbo             | G      | 182    |
| DNF  | Gr.6 S 3.0 | 1   | Renault Sport                                            | Jean-Pierre Jabouille Patrick Depailler                       | Renault Alpine A443     | Renault 2.1L V6 turbo             | M      | 279    |
| DNF  | Gr.6 S 3.0 | 5   | Martini Racing Porsche System                            | Jacky Ickx Henri Pescarolo Jochen Mass                        | Porsche 936-78          | Porsche 935/73 2.1L F6 twin-turbo | D      | 255    |
| DNF  | IMSA GTX   | 88  | Pozzi Thompson JMS Racing                                | Jean-Claude Andruet Spartaco Dini                             | Ferrari 512 BB          | Ferrari 4.9L F12                  | M      | 251    |
| DNF  | IMSA GTX   | 87  | Luigi Chinetti Sr.                                       | Jacques Guérin Jean-Pierre Delaunay Gregg Young               | Ferrari 512 BB          | Ferrari 4.9L F12                  | G      | 232    |
| DNF  | IMSA GTX   | 89  | Pozzi Thompson JMS Racing                                | Claude Ballot-Léna Jean-Louis Lafosse                         | Ferrari 512 BB          | Ferrari 4.9L F12                  | M      | 218    |
| DNF  | Gr.6 S 3.0 | 19  | IBEC Racing Developments                                 | Guy Edwards Ian Grob Ian Bracey                               | Ibec-Hesketh 308LM      | Cosworth DFV 3.0L V8              | G      | 195    |
| DNF  | Gr.6 S 2.0 | 30  | Société Racing Organisation Course La Pierre du Nord     | Jacques Henry Albert Dufrène Max Cohen-Olivar                 | Chevron B36             | Simca-ROC 2.0L S4                 | G      | 195    |
| DNF  | GTP        | 78  | WM AEREM/Team Esso Aseptogyl                             | Xavier Mathiot Marc Sourd Christian Debias                    | WM P78                  | Peugeot PRV 2.7L V6 turbo         | M      | 186    |
| DNF  | Gr.6 S 2.0 | 27  | Mogil Motors Ltd/Kores Racing                            | Tony Charnell Robin Smith Fréderic Alliot Richard Jones       | Chevron B31             | Cosworth BDG 2.0L S4              | G      | 181    |
| DNF  | GTP        | 76  | WM AEREM/Team Esso Aseptogyl                             | Christine Dacremont Marianne Hoepfner                         | WM P76                  | Peugeot PRV 2.9L V6               | M      | 171    |
| DNF  | Gr.4 GT    | 68  | Hervé Poulain                                            | Hervé Poulain Edgar Dören Gerhard Holup Roman Feitler         | Porsche 934             | Porsche 3.0L F6 turbo             | G      | 167    |
| DNF  | Gr.6 S 3.0 | 3   | Renault Sport                                            | Derek Bell Jean-Pierre Jarier                                 | Renault-Alpine A442A    | Renault 2.0L V6 twin-turbo        | M      | 162    |
| DNF  | IMSA GTX   | 91  | Dick Barbour Racing                                      | Bob Garretson Steve Earle Bob Akin                            | Porsche 935-77          | Porsche 3.0L F6 turbo             | G      | 159    |
| DNF  | Gr.6 S 2.0 | 29  | Société Racing Organisation Course/Modylook              | Michel Dubois Daniel Gache Julien Sanchez                     | Chevron B36             | Simca-ROC 2.0L S4                 | G      | 142    |
| DNF  | Gr.5 SP    | 48  | Mecarillos-Cégécol Racing Team                           | Herbert Müller Claude Haldi Nick McGranger                    | Porsche 935             | Porsche 3.0L F6 turbo             | G      | 140    |
| DNF  | Gr.6 S 2.0 | 26  | GVEA                                                     | Georges Morand Eric Vaugnat Christian Blanc                   | Lola T296               | Cosworth BDG 2.0L S4              | G      | 130    |
| DNF  | Gr.6 S 2.0 | 21  | Jean-Marie Lemerle                                       | Jean-Marie Lemerle Alain Levié Pierre-François Rousselot      | Lola T294               | Simca-ROC 2.0L S4                 | G      | 126    |
| DNF  | Gr.4 GT    | 65  | Joël Laplacette                                          | Joël Laplacette Yves Courage Antoine Salamin Gérard Vial      | Porsche 930             | Porsche 3.3L F6 turbo             | M      | 116    |
| DNF  | Gr.6 S 2.0 | 34  | BMW (GB) Racing Toleman Delivery                         | Dieter Quester Tom Walkinshaw Rad Dougall                     | Osella PA6              | BMW M12 2.0L S4                   | P      | 113    |
| DSQ  | Gr.6 S 3.0 | 12  | Simon Phillips Racing                                    | Simon Phillips Nick Faure John Beasley Martin Raymond         | De Cadenet-Lola T380    | Cosworth DFV 3.0L V8              | G      | 99     |
| DNF  | Gr.6 S 2.0 | 32  | Dorset Racing Associates                                 | Ian Harrower Juliette Slaughter Brian Joscelyne               | Lola T294               | Cosworth FVC 2.0L S4              | G      | 61     |
| DNF  | Gr.4 GT    | 61  | Auto Daniel Urcun                                        | Guy Chasseuil Jean-Claude Lefévre                             | Porsche 934             | Porsche 3.0L F6 turbo             | D      | 61     |
| DNF  | GTP        | 77  | WM AEREM/Team Esso Aseptogyl                             | Jean-Daniel Raulet Max Mamers                                 | WM P77                  | Peugeot PRV 2.7L V6 turbo         | M      | 44     |
| DNF  | Gr.5 SP    | 94  | Whittington Bros. Racing                                 | Don Whittington Bill Whittington Franz Konrad                 | Porsche 935-77          | Porsche 3.0L F6 turbo             | G      | 41     |
| DNF  | IMSA GTX   | 85  | "Beurlys"                                                | Jean Blaton Teddy Pilette Raymond Touroul                     | Ferrari 512 BB          | Ferrari 4.9L F12                  | M      | 39     |
| DNF  | Gr.4 GT    | 69  | Frères Ravenel VSD                                       | Willy Braillard Jean-Louis Ravenel Jean Ravenel               | Porsche 934             | Porsche 3.0L F6 turbo             | D      | 35     |
| DNF  | Gr.5 SP    | 46  | Porsche Kremer Racing                                    | Martin Raymond Jean-Pierre Wielemans Mike Franey              | Porsche 935-77          | Porsche 3.0L F6 turbo             | G      | 34     |
| DNF  | Gr.6 S 3.0 | 11  | Grand Touring Cars                                       | Sam Posey Michel Leclère                                      | Mirage M9               | Renault 2.0L V6 turbo             | G      | 33     |
| DNF  | IMSA GTX   | 84  | Brad Frisselle Racing Wynn's Belgium                     | Brad Frisselle Bob Kirby John Hotchkis                        | Chevrolet Monza         | Chevrolet 5.7L V8                 | G      | 30     |
| DSQ  | Gr.6 S 2.0 | 33  | Cloud Engineering Dorset Racing Associates               | Bob Evans Richard Down                                        | Lola T294               | Cosworth FVC 2.0L S4              | G      | 23     |
| DNF  | Gr.5 SP    | 47  | Weisberg Gelo Team                                       | John Fitzpatrick Toine Hezemans                               | Porsche 935-77          | Porsche 3.0L F6 turbo             | G      | 19     |
| DNQ  | Gr.6 S 3.0 | 9   | Alain de Cadenet                                         | Bob Evans John Cooper Pete Lovett                             | De Cadenet-Lola LM77    | Cosworth DFV 3.0L V8              | G      | 0      |
| DNQ  | Gr.6 S 3.0 | 14  | BP Racing                                                | Jörg Obermoser Guy Chasseuil Hubert Striebig                  | ToJ SC303               | Cosworth DFV 3.0L V8              | D      | 0      |
| DNQ  | Gr.6 S 2.0 | 22  | L'Agence Locomotiv                                       | Anna Cambiaghi Jean-Claude Guérie Martine Rénier              | Lola T296/297           | Simca-ROC 2.0L S4                 | G      | 0      |
| DNQ  | Gr.5 SP    | 40  | AMG Motorenbau GmbH                                      | Hans Heyer Clemens Schickentanz                               | Mercedes-Benz 450 SLC   | Mercedes-Benz 4.5L V8             | G      | 0      |
| DNQ  | Gr.4 GT    | 60  | Mecarillos Racing Team                                   | Gérard Bleynie Roland Ennequin Simon Delatour                 | Porsche 934             | Porsche 3.0L F6 turbo             | M      | 0      |
| DNQ  | Gr.4 GT    | 63  | Christian Gouttepifre                                    | Christian Gouttepifre René Boubet Raymond Touroul             | Porsche 911 Carrera RS  | Porsche 3.0L F6                   | M      | 0      |
| DNQ  | Gr.4 GT    | 73  | B. Decure                                                | Marcel Mignot Guy de Saintpierre                              | Alpine A310             | Renault PRV 2.7L V6               | M      | 0      |
| DNQ  | IMSA GT    | 96  | Garage du Bac                                            | Alain Cudini Pierre Dieudonné Jean-Claude Depince             | BMW 3.5 CSL             | BMW M30 3.5L S6                   | D      | 0      |
| DNQ  | IMSA GT    | 98  | Thierry Perrier                                          | Thierry Perrier Joël Mouetron Jean Belliard                   | Porsche 911 Carrera RS  | Porsche 3.0L F6                   | D      | 0      |
| DNA  | Gr.5 SP    | 42  | Konrad Racing                                            | Franz Konrad Volkert Merl                                     | Porsche 935-77          | Porsche 3.0L F6 turbo             |        | 0      |
| DNA  | Gr.5 SP    | 50  | Morfe Racing with Polaroof                               | Richard Jenvey John Morrison                                  | Lotus Esprit S1         | Lotus 907 2.0L S4                 |        | 0      |
| DNA  | GTP        | 70  | Robin Hamilton                                           | Robin Hamilton David Preece                                   | Aston Martin DBS        | Aston Martin 5.3L V8 turbo        |        | 0      |
| DNA  | IMSA GT    | 92  | Holly Cars LSA                                           |                                                               | Porsche 934             | Porsche 3.0L F6 turbo             |        | 0      |

1923 · 1924 · 1925 · 1926 · 1927 · 1928 · 1929 · 1930 · 1931 · 1932 · 1933 · 1934 · 1935 · 1936 · 1937 · 1938 · 1939 · 1940 - 1948 · 1949 · 1950 · 1951 · 1952 · 1953 · 1954 · 1955 (Ramp) · 1956 · 1957 · 1958 · 1959 · 1960 · 1961 · 1962 · 1963 · 1964 · 1965 · 1966 · 1967 · 1968 · 1969 · 1970 · 1971 · 1972 · 1973 · 1974 · 1975 · 1976 · 1977 · 1978 · 1979 · 1980 · 1981 · 1982 · 1983 · 1984 · 1985 · 1986 · 1987 · 1988 · 1989 · 1990 · 1991 · 1992 · 1993 · 1994 · 1995 · 1996 · 1997 · 1998 · 1999 · 2000 · 2001 · 2002 · 2003 · 2004 · 2005 · 2006 · 2007 · 2008 · 2009 · 2010 · 2011 · 2012 · 2013 · 2014 · 2015 · 2016 · 2017 · 2018 · 2019 · 2020 · 2021 · 2022 · 2023 · 2024